# 1923年臺灣
|        | 臺灣歷史 \| 台灣歷史年表 |
| 世纪： | 19世纪臺灣 \| 20世纪臺灣 \| 21世纪臺灣 |
| 年代： | 1890年代臺灣 \| 1900年代臺灣 \| 1910年代臺灣 \| 1920年代臺灣 \| 1930年代臺灣 \| 1940年代臺灣 \| 1950年代臺灣                                           |
| 年份： | 1918年臺灣 \| 1919年臺灣 \| 1920年臺灣 \| 1921年臺灣 \| 1922年臺灣 \| 1923年臺灣 \| 1924年臺灣 \| 1925年臺灣 \| 1926年臺灣 \| 1927年臺灣 \| 1928年臺灣 |
| 纪年： | 癸亥年（猪年）、日本大正12年 |

1923年臺灣已被日本統治28年，本年起直接施行適用日本內地民法、商法。年初實施〈治安警察法〉，於年底發生治警事件。

## 政府

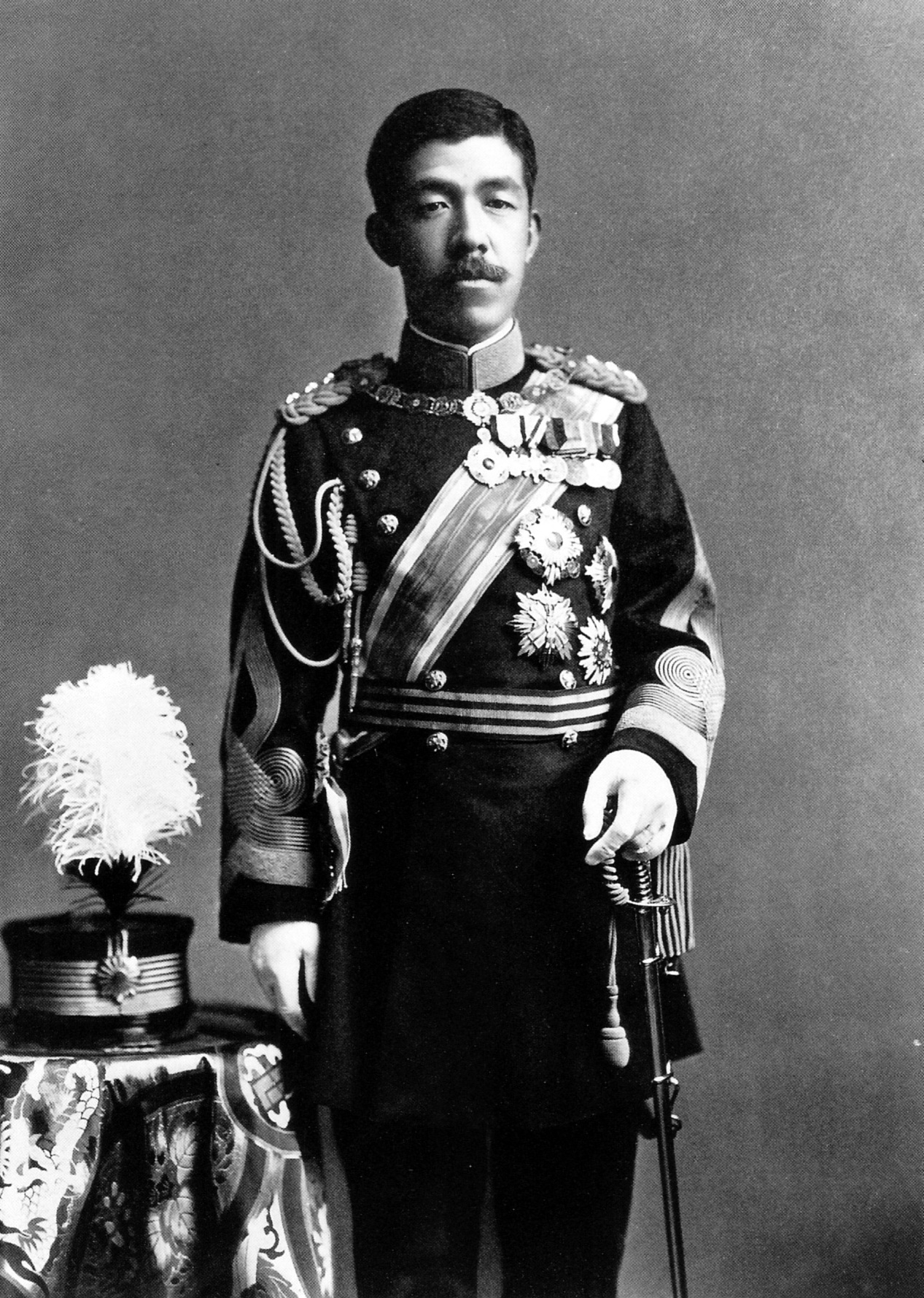
天皇：大正天皇
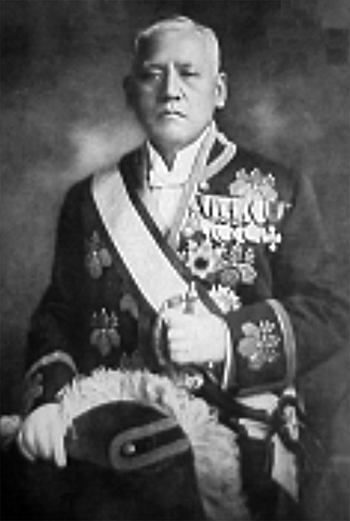
臺灣總督：內田嘉吉
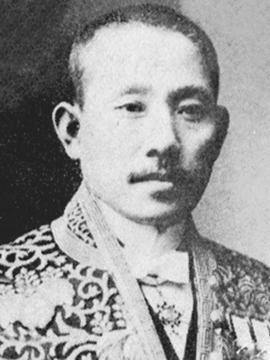
總務長官：賀來佐賀太郎

### 成員變動

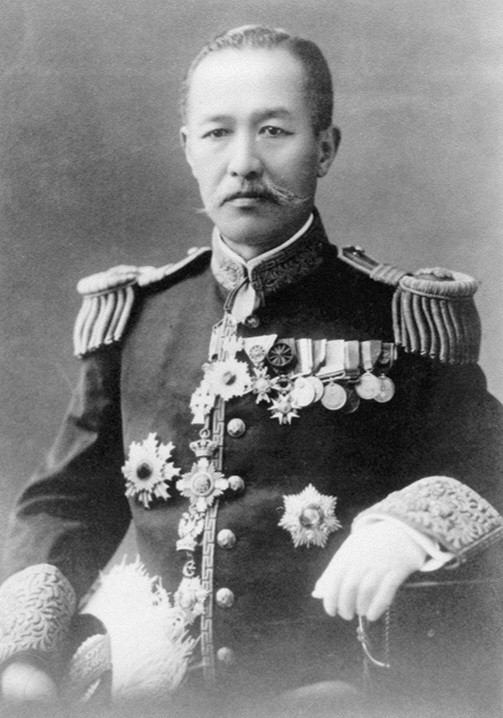
臺灣總督：田健治郎（辭職）

## 大事記

### 1月
- 1月1日——依1922年公布的敕令406號，臺灣自本年1月1日起直接施行日本內地民法、商法。（此前適用臺灣民事舊慣）[1]
- 1月8日——公布實施〈治安警察法〉。[2]:200
- 1月30日——臺灣議會期成同盟會提出正式的結社申請。[2]:200

### 2月
- 2月2日——臺灣議會期成同盟會遭到禁止結社。[2]:200
- 2月21日——臺灣議會期成同盟會於日本東京重新成立。[2]:200
- 2月22日——第三次臺灣議會設置請願運動。[2]:200

### 4月
- 4月15日——《臺灣民報》在日本東京創刊[2]:200。

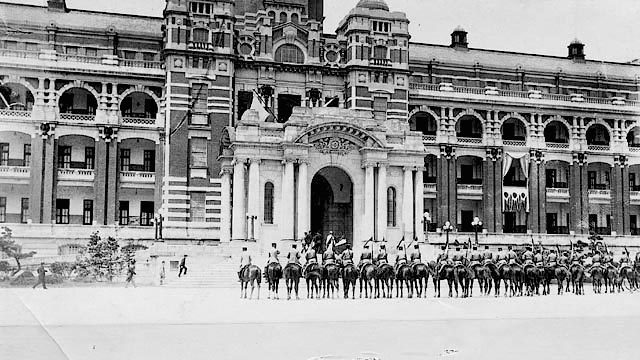
抵達總督府的攝政皇太子與迎接的騎兵隊。

- 4月16日——日本攝政皇太子裕仁應總督田健治郎邀請，搭乘軍艦「金剛號」赴臺灣各地巡視12天。

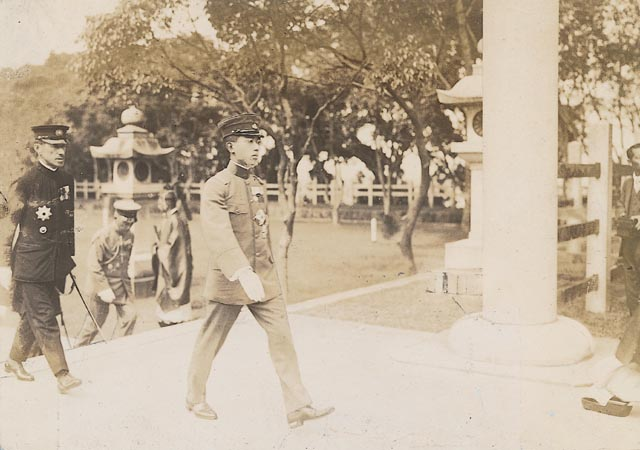
皇太子裕仁拜訪臺灣神社

- 4月17日——臺灣行啟：裕仁抵台灣神社、總督府、台灣生產品展覽會。
- 4月18日——臺灣行啟：裕仁抵臺灣總督府中央研究所、台北師範學校、太平公學校、台湾軍司令部、總督府醫學専門學校。
- 4月19日——臺灣行啟：裕仁抵新竹州廳、台中州廳、台中第一小學校、台中第一中學校
- 4月20日——臺灣行啟：裕仁抵台南州廳、南門小學校、台南師範學校、台南第一公學校。
- 4月21日——臺灣行啟：裕仁抵臺灣製鹽株式會社鹽田、養殖試驗場、台灣步兵第二聯隊、高雄州廳、高雄第一小學校、壽山館
- 4月22日——臺灣行啟：裕仁於屏東站遠望鳳山海軍無線電信所、台灣製糖會社工廠。
- 4月23日——臺灣行啟：裕仁抵澎湖・馬公海軍要港部
- 4月24日——臺灣行啟：裕仁至基隆重砲大隊、博物館、圓山運動場
- 4月25日——臺灣行啟：草山、北投温泉
- 4月26日——臺灣行啟：裕仁抵臺灣步兵第一聯隊（現為中正紀念堂）、台灣總督府專賣局、台北第一高等女學校、台北第三高等女學校、圓山運動場

### 6月
- 6月24日——臺灣雜誌社成立[2]:200。

### 7月
- 7月15日——成立東京臺灣青年文化講演團[2]:200。
- 7月23日——成立社會問題研究會[2]:201。

### 8月
- 8月12日——成立臺北青年會，但次日便被禁止結社[2]:201。

### 10月
- 10月15日——《臺灣民報》從半月刊改成旬刊[2]:201。

### 11月
- 11月8日——臺灣公益會成立[2]:201。

### 12月
- 12月16日——治警事件[2]:201。

## 出生
- 1月15日——李登輝，農經學者、政治人物。曾任臺北市長、副總統，中華民國第七至第九任總統。（2020年逝世）
- 2月11日——廖史豪，台灣獨立運動參與者，台灣共和國臨時政府大統領廖文毅姪子。（2011年逝世）
- 3月12日——黃順興，黨外運動早期代表。曾任臺東縣縣長、立法委員。（2002年逝世）
- 4月27日——陳奇祿，人類學者。〈台灣風土〉、《台灣風物》主編，曾任文建會主委。（2014年逝世）
- 6月19日——葉宏甲，漫畫家，代表作《諸葛四郎》。（1990年逝世）
- 7月18日——林金莖，外交官。曾任中華民國駐日代表。（2003年逝世）
- 8月15日——彭明敏，國際法學者、台灣獨立運動參與者。（2022年逝世）
- 10月25日——葉盛吉，醫師、共產黨員，白色恐怖受難者。臺大醫學院支部案發生後被捕，被槍決。（1950年逝世）
- 11月26日——蘇東啟，白色恐怖受難者、政治人物。「蘇東啟案」當事人。（1992年逝世）
- 11月27日——楊金欉，政治人物。曾任高雄市市長、臺北市市長。（1990年逝世）
- 12月2日——施純仁，神經外科醫師。曾任行政院衛生署署長，任內通過《人體器官移植條例》。（2017年逝世）

## 逝世
- 2月9日——顏雲年，企業家，出身基隆顏家。日治時期知名礦業家。（1874年出生）
- 3月15日——宋忠堅（Duncan Ferguson），蘇格蘭長老教會傳教師。清領時期來臺傳教，曾任《台灣府城教會報》主筆，更曾任長老教中學校長。逝世於英國。（1860年出生）
- 7月11日——陳朝駿，企業家，臺北大稻埕的茶商，曾任臺北茶商工會的會長。（1886年出生）